# Bystropogon odoratissimus
Bystropogon odoratissimus là một loài thực vật có hoa trong họ Hoa môi. Loài này được Bolle mô tả khoa học đầu tiên năm 1860.